# Охламон (фильм)
«Охламон» — художественный фильм режиссёра Эдуарда Реджепова 1993 года, снятый на киностудии «Туркменфильм». Социально-психологическая драма. Лауреат премий «Созвездие-94» и «Бригантина-99».

## Сюжет
Главный герой Аман с детства любит собак, любовь к которым он унаследовал от отца. В раннем возрасте он остался сиротой и воспитывался дедушкой. В детстве у Амана его любимого пса отравил беглый зэк, которого приютил на ночлег дедушка Амана.
Повзрослев, Аман работает в колхозе шофёром, и из-за любви к собакам попадает в разные истории, комические и даже трагические, из-за чего все его зовут охламоном или собачником. Когда судьба поставила его перед выбором между человеком и четвероногими друзьями, он выбрал собак.

## В ролях
- Игорь Рух
- Джерен Дурдыева
- Байрам Дурдыев
- Семён Фарада
- Александр Панкратов-Чёрный
- Валерий Золотухин
- Евгений Михельсон[2]

## Показы
Первый показ для российского зрителя прошёл в Музее кино.
Повторный показ фильма для российского зрителя состоялся спустя почти 10 лет на прошедшем летом 2004 года в Смоленске первом международном евроазиатском кинофестивале стран СНГ и Балтии «Восток — Запад. Новое кино. XXI век». Фильм был показан вне конкурса, ночью, но имел неожиданно большой успех, и, по многочисленным просьбам, его показ был повторён.
По словам режиссёра фильма Реджепова, фильм окупился за месяц, ему встречались зрители, смотревшие фильм многократно.

## Отзывы, критика, рецензии
По мнению Злобиной, фильм не является ни детским, ни взрослым, в нём не выбран точный жанр, сильные, яркие, красивые (по отдельности) не выстроены в единое целое, в авторской позиции сквозит сомнительность, главным героем скорее является волкодав Акуш, нежели его хозяин Охламон.
Абикеева Г. О. в своей диссертации на соискание учёной степени доктора искусствоведения «Образ семьи в кинематографе Центральной Азии в контексте формирования культурной идентичности в регионе» отнесла фильм к числу наиболее значимых фильмов Центральной Азии, снятых в период 1991—2000 годов.
Говердовская-Привезенцева С. А. в своём учебном пособии «История мирового кино. Киностудии СССР» отнесла фильм к числу известных фильмов киностудии «Туркменфильм».

## Награды
- 1994 — «Созвездие-94»[1] (приз в категории «лучшая женская роль второго плана» получила Джарен Дурдыева[7]).
- 1999 — «Бригантина-99» (приз в категории «лучшая режиссёрская работа» получил Эдуард Реджепов)[8]